# La Salina
La Salina là một khu tự quản thuộc tỉnh Casanare, Colombia. Thủ phủ của khu tự quản La Salina đóng tại La Salina Khu tự quản La Salina có diện tích 350 ki lô mét vuông. Đến thời điểm ngày 28 tháng 5 năm 2005, khu tự quản La Salina có dân số 997 người.